# Seznam skeptických časopisů
Toto je seznam časopisů, které podporují nebo propagují vědecký skepticismus.

## Seznam skeptických časopisů
| Název časopisu                                      | Jazyk       | Založen | Vydavatel                                                                                              | Současný editor   |
| --------------------------------------------------- | ----------- | ------- | --- | ----------------- |
| ARIP View                                           | Anglicky    | 1988    | Association for the Rational Investigation of the Paranormal (ARIP)                                    | D. Liknaitzky     |
| Association for Rational Thought News               | Anglicky    | 1991    | Cincinnati Skeptics                                                                                    |                   |
| Bay Area Skeptics Information Sheet (BASIS)         | Anglicky    | 1982    | Bay Area Skeptics                                                                                      | (Ukončeno 2008)   |
| CAZette                                             | Francouzsky | 2011    | Centre d'Analyse Zététique                                                                             |                   |
| El Escéptico                                        | Španělsky   | 1998    | Alternativa Racional a las Pseudociencias - Sociedad para el Avance del Pensamiento Crítico (ARP-SAPC) | Felix Ares deBlas |
| El Ojo Critico                                      | Španělsky   | 1994    | Grupo Fenix                                                                                            | Manuel Carballal  |
| El Ojo Escéptico                                    | Španělsky   | 1991    | CAIRP                                                                                                  |                   |
| Enchanted Skeptic                                   | Anglicky    | 1990    | Nex Mexicans for Science                                                                               |                   |
| Folkvett                                            | Swedish     | 1983    | Föreningen Vetenskap och Folkbildning                                                                  | Sven Ove Hansson  |
| Free Inquiry                                        | Anglicky    | 1980    | Council for Secular Humanism                                                                           | Tom Flynn         |
| Georgia Skeptic                                     | Anglicky    | 1988    | Georgia Skeptics                                                                                       |                   |
| Grain of Salt                                       | Anglicky    | 1988    | Delaware Valley Skeptics                                                                               |                   |
| Great Lakes Skeptics Update                         | Anglicky    | 1989    | Great Lakes Skeptics                                                                                   |                   |
| Indian Skeptic                                      | Anglicky    | 1988    | Indian CSICOP                                                                                          |                   |
| ISRAP Newsletter                                    | Anglicky    | 1988    | Iowa Society for a Rational Approach to the Paranormal (ISRAP)                                         | Randy Brown       |
| Journal of the Japan Skeptics                       | Japonsky    | 1992    | Japan Skeptics                                                                                         |                   |
| KASES File                                          | Anglicky    | 1987    | Kentucky Association of Science Educators & Skeptics (KASES)                                           |                   |
| La Alternativa Racional                             | Španělsky   | 1986    | Alternativa Racional a las Pseudociencias (ARP)                                                        | Felix Ares deBlas |
| La Nave de los Locos                                | Španělsky   | 2000    | Sergio Sanchez & Diego Zuniga                                                                          |                   |
| La publication de l'Observatoire Zététique (La POZ) | Francouzsky | 2004    | Observatoire Zététique                                                                                 | Nicolas Vivant    |
| LA Raison                                           | Anglicky    | 1987    | Mid-South Skeptics Association                                                                         |                   |
| Le Raison                                           | Anglicky    | 1987    | Baton Rouge Proponents of Rational Inquiry                                                             | Wayne Coskrey     |
| Le Trait d'Union                                    | Francouzsky | 1992    | Comité Para                                                                                            | Michel Soupart    |
| Los Angeles Skeptics Evaluative Report (LASER)      | Anglicky    | 1985    | Los Angeles Skeptics                                                                                   | Al Seckel         |
| Manifestations                                      | Anglicky    | 1989    | Berkeley Skeptics                                                                                      |                   |
| MCRI News                                           | Anglicky    | 1987    | Midwest Committee for Rational Inquiry (MCRI)                                                          | Robert v Valzah   |
| Minnesota Skeptics Newsletter                       | Anglicky    | 1987    | Minnesota Skeptics                                                                                     |                   |
| National Capital Area Skeptical Eye                 | Anglicky    | 1987    | National Capital Area Skeptics                                                                         | Helen Hester-Ossa |
| Nederlands Tijdschrift tegen de Kwakzalverij        | Nizozemsky  | 1881    | Vereniging tegen de Kwakzalverij                                                                       | Bert van Dien     |
| Nouvelles Sceptiques                                | Francouzsky | 1949    | Comité Para                                                                                            | Olivier Mandler   |
| Phactum                                             | Anglicky    | 1995    | PhACT - Philadelphia Association for Critical Thinking                                                 | Ray Haupt         |
| Science et pseudo-sciences                          | Francouzsky | 1968    | Association française pour l'information scientifique (AFIS)                                           | Jean-Paul Krivine |
| Skepter                                             | Nizozemsky  | 1988    | Stichting Skepsis                                                                                      | Hans van Maanen   |
| Skeptical Intelligencer                             | Anglicky    | 1997    | Association for Skeptical Enquiry                                                                      | Michael Heap      |
| Skeptical Inquirer                                  | Anglicky    | 1976    | Committee for Skeptical Inquiry (formerly CSICOP)                                                      | Kendrick Frazier  |
| Skeptic                                             | Anglicky    | 1992    | The Skeptics Society                                                                                   | Michael Shermer   |
| Skeptiker                                           | Německy     | 1987    | Gesellschaft zur wissenschaftlichen Untersuchung von Parawissenschaften                                | Inge Hüsgen       |
| Skeptikernytt                                       | Norsky      | 1992    | Skepsis (Skepsis Norge)                                                                                | Terje Emberland   |
| Skeptikko                                           | Finsky      | 1988    | Skepsis ry                                                                                             | Risto K. Järvinen |
| The Arizona Skeptic                                 | Anglicky    | 1987    | Phoenix Skeptics                                                                                       |                   |
| The Beacon                                          | Anglicky    | 1988    | East Bay Skeptics Society                                                                              |                   |
| The Gateway Skeptic                                 | Anglicky    | 1990    | |                   |
| The New England Journal of Skepticism               | Anglicky    | 1998    | New England Skeptical Society                                                                          | Steven Novella    |
| The New York Skeptic                                | Anglicky    | 1988    | New York Area Skeptics                                                                                 |                   |
| The Skeptic                                         | Anglicky    | 1981    | Australian Skeptics                                                                                    | Tim Mendham       |
| The Skeptic                                         | Anglicky    | 1987    | Committee for Skeptical Inquiry (formerly CSICOP)                                                      | Deborah Hyde      |
| Wonder en is gheen Wonder                           | Nizozemsky  | 2000    | SKEPP                                                                                                  | Pieter Van Nuffel |
| Zpravodaj Sisyfos                                   | Česky       | 2000    | Sisyfos                                                                                                | Leoš Kyša         |